# Chin Lit
Chin Lit är ett svenskt bokförlag med inriktning mot kinesisk litteratur i svensk översättning. Förlaget grundades 2014 av Eva Ekeroth, tidigare kulturråd vid svenska ambassaden i Peking, för att främja den kinesiska litteraturen i Sverige.